# Bedsted (Dania Południowa)
Bedsted – miasto w Danii, w regionie Dania Południowa, w gminie Tønder.